# Capela de São Roque
Die katholische Capela de São Roque (deutsch: Rochuskapelle) befindet sich im Osten Madeiras in der Stadt Machico. Sie geht auf das Jahr 1489 zurück, die heutige Kapelle stammt aus dem Jahr 1739 und steht unter Denkmalschutz.

## Lage und Geschichte
Die Kapelle liegt im südwestlichen Ortsrand von Machico parallel zur felsigen Küste und ist mit ihrem Chor nach Süden ausgerichtet. Der Überlieferung zufolge wurde sie 1489 auf Anordnung des Kapitäns Tristão Vaz Teixeira errichtet. Sie gilt als Dank und Erfüllung eines Gelübdes für die Beendigung der Pestepidemie, die im Jahr zuvor auf Madeira ausgebrochen war. Bei ihrer Einweihung wurde die Kapelle dem Schutzpatron der Pestkranken, dem heiligen Rochus, geweiht. Aufgrund des baufälligen Zustands wurde der erste Bau abgerissen und von 1739 bis 1751 unweit des ursprünglichen Baus neu aufgebaut. Die Datumsangabe 1751 findet sich über dem Hauptaltar wieder. Zum Ensemble der Kapelle gehörte früher eine Anlegestelle für Schiffe und eine Herberge für Pilger sowie ein bis heute erhaltener öffentlicher Brunnen.
Die Kapelle wurde am 26. September 1940 als Imóvel de Interesse Público unter Denkmalschutz gestellt. Als nach der Nelkenrevolution 1974 Portugal seine Kolonien in die Unabhängigkeit entließ, wurden zahlreiche portugiesische Rückwanderer im Mutterland zunächst provisorisch untergebracht. In Machico diente auch die Kapelle zur Unterbringung der Rückwanderer.

## Baubeschreibung
Der Grundriss des Gebäudes ist wie die auf der Ostseite angebaute Sakristei jeweils rechteckig. Die Fassade mit dem Eingangsbereich ist auf den Zufahrtsweg nach Norden ausgerichtet. Sie ist symmetrisch gestaltet mit einer zentral angeordneten zweiflügeligen Tür, flankiert von zwei Fenstern, die Tür selbst ist mit einem barocken Pilaster eingefasst, der oben mit einem geschwungenen Giebel abschließt. Über ihr ist ein Rundfenster angebracht. Über die gesamte Breite ist entlang der Fassade ist eine steinerne Sitzbank aus rotem Mauerwerk angebracht. Durchbrochen wird die Symmetrie der Fassade durch eine hangseitig angebrachte Glockenwand mit einer einzelnen Glocke.

## Ausstattung
Im Inneren des Kirchenschiffs sind die blau-weißen Azulejos aus dem 18. Jahrhundert der wertvollste Kulturschatz der Kapelle, da sie auf Madeira nur selten zu finden sind. Sie stellen Szenen aus dem Leben des Heiligen dar. Der hohe Chor ist aus Holz und wird von zwei quadratischen Säulen mit Sockel getragen. Das Holztonnengewölbe über dem Chor ist mit einer Arabesken-Malerei verziert. Im Altarraum befindet sich ein mehrfarbig geschnitzter Altaraufsatz mit einer gemalten Fassade, die Stoff imitiert; eine Holzdecke mit geschwungenem Profil, die mit Blumendekor und der Inschrift “ERIS IN PESTE PATRONUS”. In der Sakristei befinden sich an einer Wand die Reste einer Maçaroca-Azulejo aus dem 17. Jahrhundert.

## Rochusfest
Die Kapelle ist auch heute noch Ziel des Festes São Roque, das in Machico jedes Jahr am ersten Sonntag im Monat September gefeiert wird. Früher waren Fest und Kapelle zudem Ziel für Pilger. Für diese stand neben der Kapelle eine Herberge, von der heute lediglich eine Ruine erhalten ist.